# Perla Haney-Jardine
Perla Haney-Jardine (ur. 17 lipca 1997 w Rio de Janeiro) – amerykańska aktorka dziecięca.

## Filmografia
- 2008: Genova jako Mary
- 2008: Anywhere, USA jako Pearl
- 2008: Nieuchwytny jako Annie Haskins
- 2007: Spider-Man 3 jako Penny Marko
- 2005: Dark Water - Fatum jako Natasha / Młoda Dahlia
- 2004: Kill Bill 2 jako B.B.